# Volière

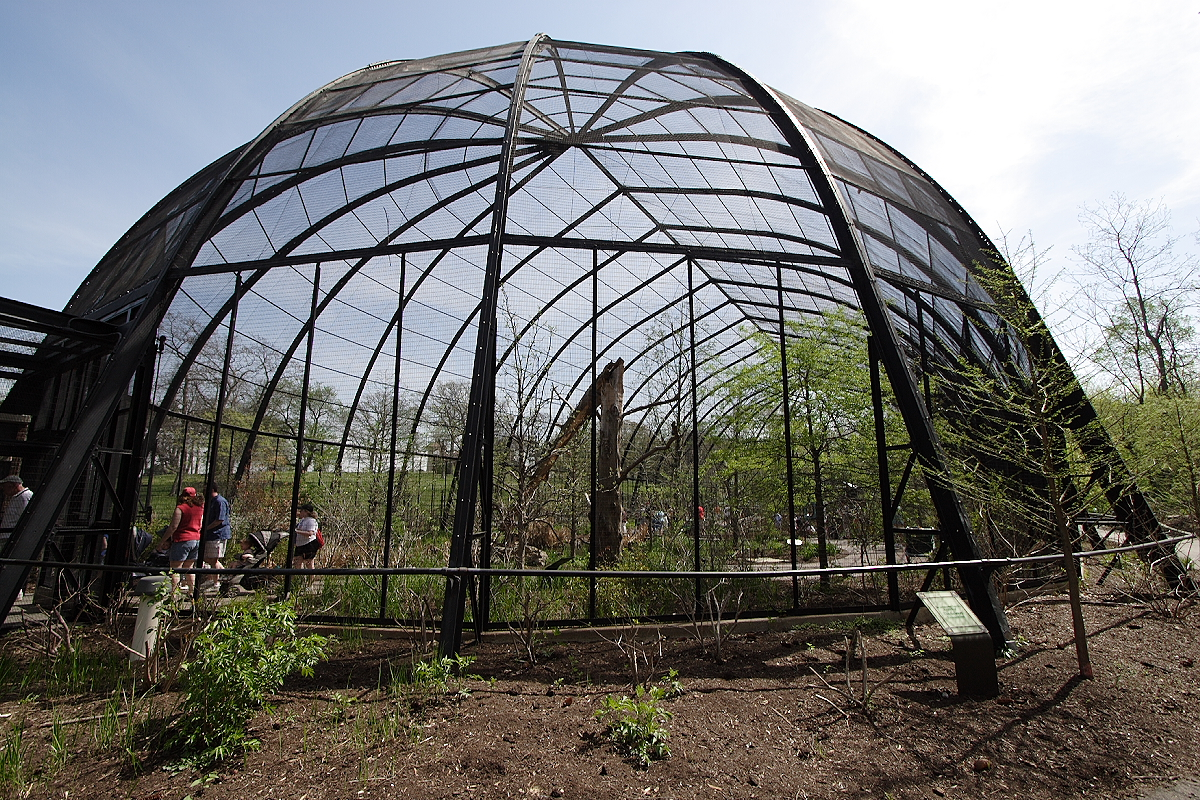
Volière in het Saint Louis Zoological Park

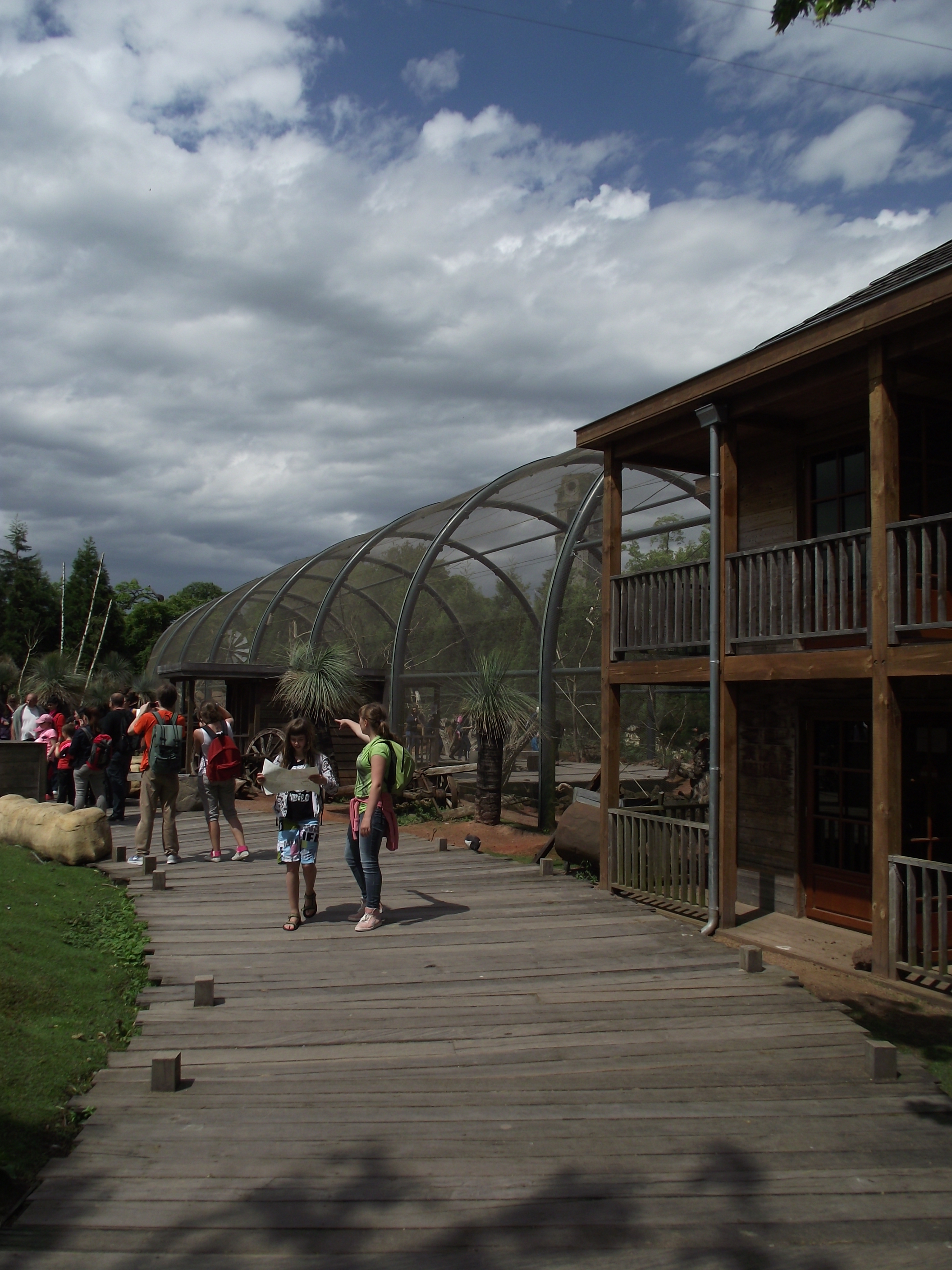
Een volière, de Mura Mura volière in Pairi Daiza

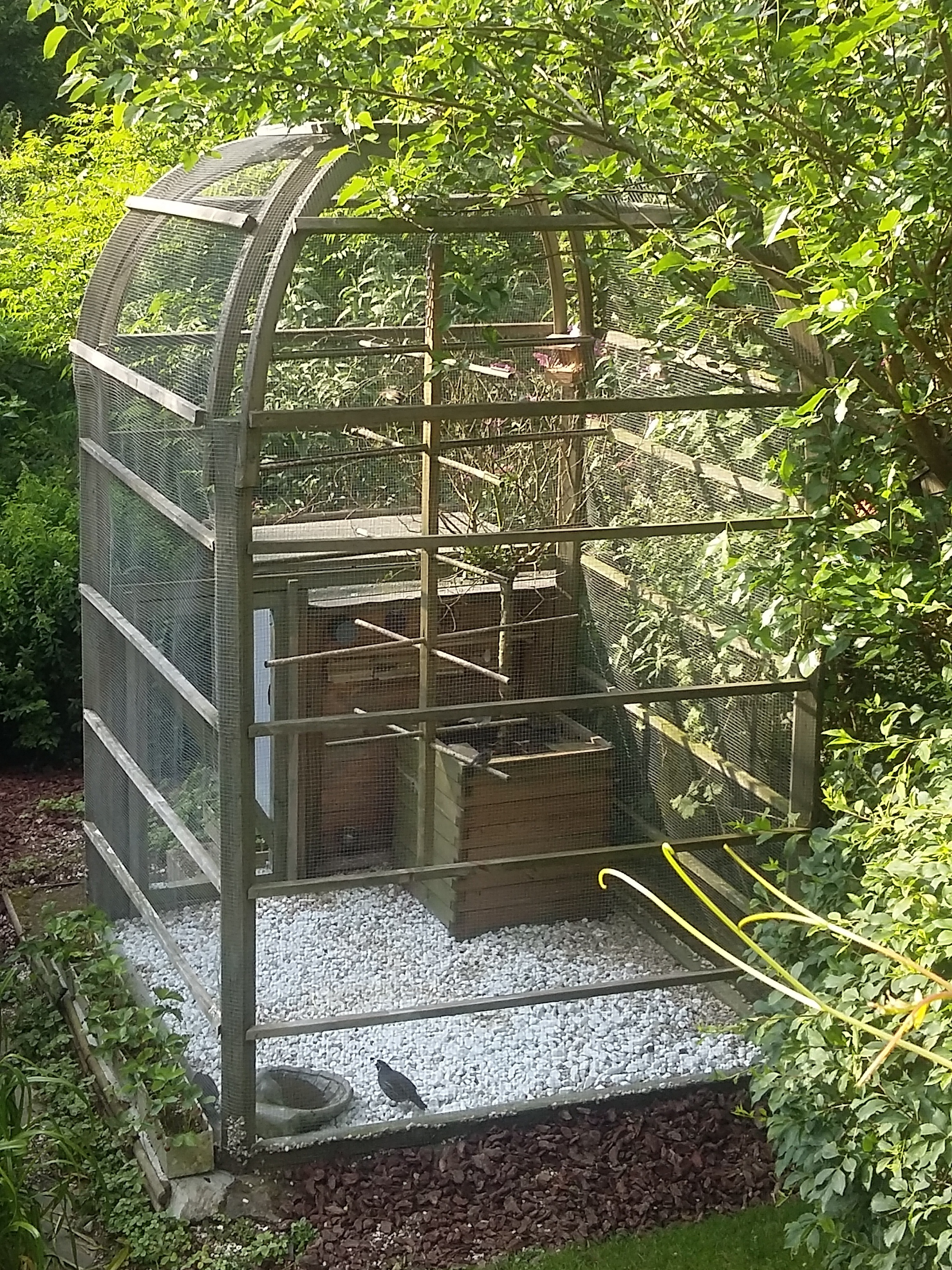
Houten volière

Een volière is een ruime kooi waarin siervogels en vlinders in gevangenschap worden gehouden. Afhankelijk van de te houden soorten kan een volière geheel uit fijnmazig gaas of glas in een houten frame gemaakt zijn (wanden en bovenkant), of van horizontaal traliewerk met klimmogelijkheid voor bijvoorbeeld papegaaiachtigen. Het dak is bij voorkeur overkapt, zodat de dieren en het voedsel bij slecht weer droog blijven en dat er geen uitwerpselen van in het wild levende vogels in de volière terecht kunnen komen en zo eventueel parasieten of een besmettelijke ziekte kunnen overbrengen. 

## Soorten
- Een vrijstaande buitenvolière, waar vogels alleen beschutting hebben van eventuele beplanting en de opgehangen nestkastjes. Eventueel met gesloten wand aan een zijde. Een buitenvolière heeft meestal een sluis, een dubbele ingang met portaaltje. Zo kan men naar binnen om de dieren te verzorgen zonder de kans dat ze ontsnappen.
- Een volière die tegen een muur van een huis of schuur is gebouwd met afsluitbare openingen om in- en uitvliegmogelijkheden te creëren, zodat de vogels ’s nachts bij koude en vorst naar binnen kunnen in een nachthok en waar bovendien binnen ook weer een vliegruimte is met nestmogelijkheden.
- Een binnen- of kamervolière, groter en ruimer dan een normale vogelkooi, waar meerdere soorten vogels in gehouden kunnen worden, waarbij de dieren min of meer een eigen territorium kunnen afbakenen.

Een binnenvolière is vaak een vitrine- of kistkooi met glas- of gaaswand en van de volgende afmetingen: 1,6 meter lang, 60 centimeter diep en 1 meter hoog. Wanneer de voorzijde van gaas is, kan een glasplaat of hardplastic van ruim 10 centimeter als opstaande rand worden aangebracht tegen vervuiling van de omgeving. Niet iedere vogelsoort verdraagt anderen in een dergelijke kooi.
De hoogte van een buitenvolière is minimaal de lengte van de verzorger. Een harde bodem houdt muizen en dergelijke buiten. Lengte en breedte dienen voldoende vliegruimte te geven, naast plaatsruimte voor de nodige beplanting. Voorbeelden van geschikte planten voor een buitenvolière in België en Nederland zijn:
- Brem
- Conifeer
- Distel
- Jeneverbes
- Klimop
- Vlinderstruik
- Vuurdoorn

Een struik die in geen geval in de buurt van volières of kippenhokken mag staan is de Gouden regen, aangezien de boontjes hiervan giftig en zelfs dodelijk kunnen zijn.

### Voorzieningen
- Zitstokken in aangepaste maten
- Nestkastjes
- Voederbakjes met vogelzaden.
- Drinkbakjes
- Badschalen
- Nestmateriaal (voor en tijdens het broedseizoen)
- Kale klimboom voor papegaaiachtigen
- Zwemvijver voor sierwatervogels